# Aristias tumidus
Aristias tumidus är en kräftdjursart som först beskrevs av Henrik Nikolai Krøyer 1846.  Aristias tumidus ingår i släktet Aristias och familjen Aristiidae. Arten har ej påträffats i Sverige. Inga underarter finns listade i Catalogue of Life.